# Sidi Ahmed Ou Abdallah
Sidi Ahmed Ou Abdall (franska: Sidi Ahmed Ou Abdall (CR), Sidi Ahmed Ou Abdall (Commune Rurale), arabiska: لمنيزلة) är en kommun i Marocko.   Den ligger i provinsen Taroudannt och regionen Souss-Massa, i den centrala delen av landet, 400 km söder om huvudstaden Rabat. Antalet invånare är 4 543.